# Hyles subvitata
Hyles subvitata är en fjärilsart som beskrevs av Schultz. 1911. Hyles subvitata ingår i släktet Hyles och familjen svärmare. Inga underarter finns listade i Catalogue of Life.